# Leo Pasetti

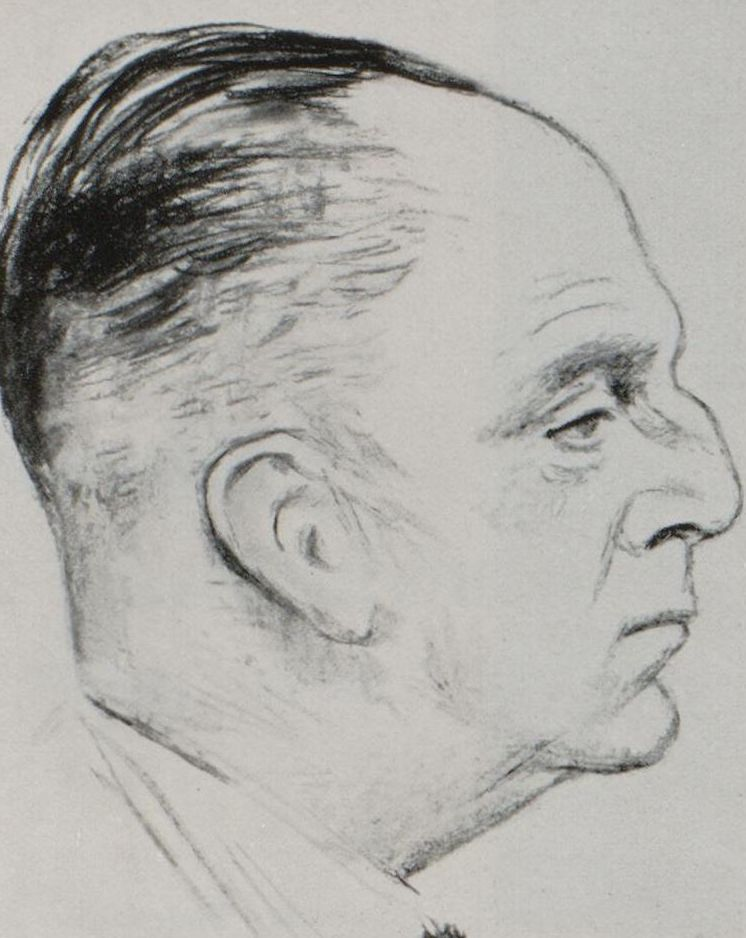
Leo Pasetti, gezeichnet von Karl Weinmair, 1936

Leo Pasetti (4. Märzjul. / 16. März 1882greg. in Sankt Petersburg; † 24. Januar 1937 in München) war ein deutscher Bühnenbildner.

## Leben und Wirken

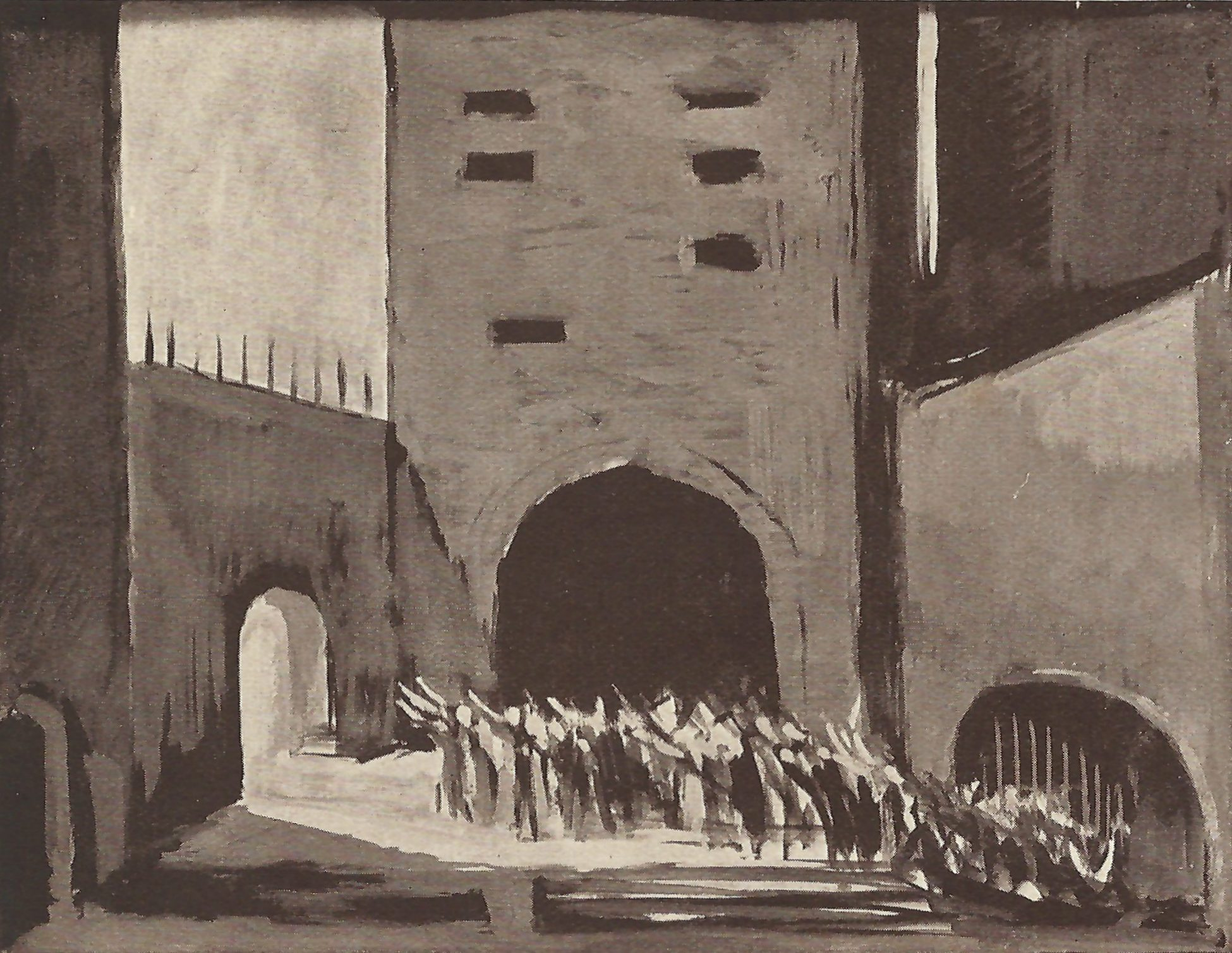
Bühnenbild Pasettis für Fidelio in München

Leo Alexander Anakleto Pasetti wurde als Sohn des russischen Hoffotografen Anacleto Pasetti in St. Petersburg geboren. Er begann seine Laufbahn als Ausstatter des Münchener Kabaretts Die Elf Scharfrichter. Von hier wechselte er an die Münchner Kammerspiele. Ab 1920 war er Ausstattungsdirektor des Bayerischen Staatstheaters. In dieser Funktion blieb er bis zu seinem Tod im Januar 1937. Darüber hinaus arbeitete er für viele andere Theater, vor allem für die Berliner Staatsoper. Er war auch für den Film tätig (Bauten, Kostüme).
Pasetti war von 1911 bis 1925 in erster Ehe mit der Malerin Ingeborg Hartmann (1891–1965) verheiratet, einer Tochter des Malers Karl Hartmann. Seine zweite Ehefrau war die niederländischen Sopranistin Elisabeth Ohms, mit der er den gemeinsamen Sohn Peter Pasetti hatte.
Seine Grabstelle liegt auf dem Münchner Nordfriedhof.